# Monts Qinling
Les monts Qinling (chinois simplifié : 秦岭 ; chinois traditionnel : 秦嶺 ; pinyin : Qínlǐng ; litt. « Cordillère des frênes ») sont une importante chaîne de montagnes de la Chine centrale, qui s'étend d'est en ouest sur près de 1 500 km.
Ils forment la principale barrière physique entre la vallée de la rivière Wei (affluent principal du fleuve Jaune) au nord et la plaine du Sichuan au sud ; ils constituent également la limite sud du plateau de Lœss. Leur plus haut sommet est le pic Taibai (3 767 m).
Ils sont le refuge d'espèces animales rares, en particulier du panda de Qinling, la seule sous-espèce de pandas reconnue.
La plupart des ogives nucléaires de l'Armée populaire de libération sont conservées dans un site situé dans les monts Qinling,.